# Organismo Andino de Salud
El Organismo Andino de Salud - Convenio Hipólito Unanue (ORAS-CONHU) es un organismo de integración subregional, creado el 18 de diciembre de 1971 con el objetivo de armonizar políticas, propiciar espacios de intercambio y responder a problemas comunes para el mejoramiento de la salud de sus pueblos. Desde 1998 pertenece al Sistema Andino de Integración y tiene su sede en Lima, Perú. Desde el 16 de abril de 2020 su Secretaria Ejecutiva es María del Carmen Calle Dávila.

## Historia
El Convenio nació por iniciativa del gobierno del Perú. Recibió el nombre de Hipólito Unanue médico naturalista y político peruano.
Fue creado el 18 de diciembre de 1971 por los Ministerios de Salud de Bolivia, Colombia, Chile, Ecuador, Perú y Venezuela, con el propósito de hacer de la salud un espacio para la integración, desarrollar acciones coordinadas para enfrentar problemas comunes y contribuir con los gobiernos a garantizar el Derecho a  la Salud.
A partir de 1998, el Convenio Hipólito Unánue fue adscrito al Sistema Andino de Integración. Está dirigido por la Reunión de Ministros de Salud del Área Andina (REMSAA), y cuenta con una Secretaría Ejecutiva con sede permanente en la ciudad de Lima.
En el año 2001 los Ministros de Salud incorporan a su nombre el de Organismo Andino de Salud (ORAS), quedando sus siglas como ORAS - CONHU.

## Integrantes
Ministros de Salud de los Países Miembros del ORAS-CONHU: Bolivia, Colombia, Chile, Ecuador, Perú y Venezuela. Teniendo como países observadores a Argentina, Brasil, Cuba, España, Guyana, Panamá, Paraguay, Uruguay y República Dominicana.

## Dirección
La Secretaría Ejecutiva es la máxima autoridad del organismo. Es elegida por la Reunión de Ministras y Ministros de Salud del Área Andina (REMSAA).
El 16 de abril de 2020 tomó posesión de la Secretaría Ejecutiva María del Carmen Calle Dávila Archivado el 19 de enero de 2021 en Wayback Machine., de nacionalidad peruana.